# Awkward – Mein sogenanntes Leben
Awkward – Mein sogenanntes Leben (Originaltitel: Awkward.) ist eine US-amerikanische Dramedy-Serie, die zum ersten Mal am 19. Juli 2011 auf MTV ausgestrahlt wurde und am 24. Mai 2016 nach fünf Staffeln eingestellt wurde. Die Serie handelt von der High-School-Zeit und der Zeit danach von Jenna Hamilton (Ashley Rickards) und ihren Freunden.

## Handlung

### Staffel 1
Außenseiterin Jenna Hamilton ist eine unauffällige 15-jährige Schülerin an einer amerikanischen Highschool. Die Jugendliche wünscht sich, vermehrt von ihrer Umwelt – insbesondere von Jungen – wahrgenommen zu werden, in erster Linie aber von ihrem Schwarm Matty McKibben. Im Ferienlager verliert sie schließlich ihre Jungfräulichkeit an Matty. Das gemeinsame Glück will sich in der Folge allerdings nicht einstellen, da Jennas Angebeteter sie in der Öffentlichkeit meidet.
Ihre Gefühle drückt sie fast täglich in ihrem Blog aus, der anfangs kaum Leser hat. Dies ändert sich jedoch, als sie eines Tages im Bad verunglückt. Freunde und Familie reagieren entsetzt und glauben sofort an einen gescheiterten Suizidversuch. Vergebens versucht Jenna dies in der Folge zu bestreiten. Nach und nach findet sie jedoch Gefallen an ihrem enorm gestiegenen Bekanntheitsgrad, da viele ihrer Mitschüler sie fortan einbeziehen. So auch Mattys bester Freund Jake, der sich in Jenna verliebt und sie im späteren Verlauf der Handlung umwirbt – obgleich er mit Lissa liiert ist.

### Staffel 2
Jenna ist jetzt fest mit Jake zusammen, doch Matty gesteht ihr, immer noch Gefühle für sie zu haben, und versucht, sie zurückzugewinnen. Auf seinen Wunsch hin sagt Jenna Jake nichts von ihrer früheren Beziehung, da Matty Angst hat, dadurch auch seinen besten Freund zu verlieren. Tamara trennt sich von Ricky, da sie ihn mit einer anderen erwischt hat. Jenna weiß nun auch, dass der anonyme Brief vom Anfang der ersten Staffel von ihrer Mutter Lacey verfasst wurde. Nachdem Lacey dies ihrem Mann Kevin gegenüber zugegeben hat, zieht er aus.
Jake findet heraus, dass Matty und Jenna etwas miteinander hatten. Daraufhin macht Jake mit ihr Schluss, obwohl sie ihn liebt. Als Jake versucht noch einmal mit Jenna zu reden, sieht er, wie sie und Matty sich küssen, woraufhin er ziemlich verletzt ist. In der Schule kommt es zu einem Streit zwischen Matty und Jake, dieser führt zu einer Schlägerei. Die beiden Jungs entschließen sich dazu einander zu verzeihen, da sie ihre Freundschaft erhalten und nicht wegen eines Mädchens aufgeben möchten. Sie stellen Jenna vor die Wahl: Jake oder Matty. Jenna veröffentlicht ihren Blog und wieder ist sie Gesprächsthema Nummer eins, doch damit stellt sie nicht nur sich, sondern auch Matty, Jake und ihre Mutter bloß.
Jenna entscheidet sich für Matty. Auf einer Party hat Jennas beste Freundin Tamara etwas mit Jake. Zunächst ist Jenna sauer, doch dann verzeiht sie ihr.

### Staffel 3
Da Jenna und Matty während der Sommerferien in den USA geblieben sind, hatten sie nur wenig Kontakt zu Jake, Tamara und Ming, die ihre Ferien in Europa verbracht haben. So muss Jenna nun feststellen, dass Tamara und Jake in Frankreich ihre Liebe auf ein neues Level gebracht haben und nun offiziell ein Paar sind. Während Tamara nur noch Augen für Jake hat und Ming versucht ihre Beziehung zu Fred Wu vor der „asiatischen Mafia“ geheim zu halten, fühlt sich Jenna immer mehr ausgeschlossen.
Derweil muss Sadie damit klarkommen, dass ihre Eltern pleite sind. Wegen ihrer großen Sorgen um das Geld wirkt sie nervös und beginnt viel zu essen. Da ihr daraufhin oft schlecht wird und sie sich häufig übergeben muss, dauert es nicht lange, bis in der Schule das Gerücht entsteht, Sadie sei schwanger. Zufälligerweise beschäftigt Jenna genau dasselbe Problem. Sie ringt sich jedoch bald durch, einen Schwangerschaftstest zu machen, der negativ ausfällt. Das Ergebnis und die Tatsache, dass Jenna dachte, sie sei schwanger, verheimlicht sie jedoch vor Matty. Als Ricky Schwartz unerwartet stirbt, verdächtigen alle erst einmal Sadie, die unter den Vorwürfen ziemlich leidet, jedoch versucht, sich nichts anmerken zu lassen. Matty hingegen begreift daraufhin, dass das Leben kurz ist, und will sein Leben nun in vollen Zügen genießen und so viel Sex wie möglich haben. Jenna, die noch vor ein paar Tagen dachte, sie sei schwanger, geht daraufhin zunächst auf Abstand und entscheidet sich dann dafür, sich die Pille verschreiben zu lassen. Als ihr Dad die Pille im Badezimmer findet, ruft er Mattys Eltern an, um ihnen zu erzählen, dass ihr Sohn mit seiner Tochter schläft. Als die McKibbens daraufhin zur Aussprache kommen, kommt es zum Eklat. Wegen des Streits mit seinen Eltern zieht Matty bei Jenna ein, was jedoch nicht von Dauer ist.
Nach einiger Zeit beginnt Jenna eine Beziehung mit ihrem Mitschüler Collin. Durch diese Beziehung zerstört Jenna ihre Beziehung mit all ihren Freunden und Matty. Matty und Jenna machen Schluss, haben aber immer noch Gefühle füreinander, was am Ende der Staffel zu sehen ist. Valerie Marks wird durch eine Geschichte, die von Jenna geschrieben wurde und nur teilweise wahr ist, entlassen. Jenna verändert sich nach einiger Zeit sehr. Als sie sieht, dass Collin weiterhin mit seiner Ex schläft, macht sie Schluss und ihr wird klar, dass sie all ihre Freunde verloren hat. Nach und nach baut sie aber wieder ein besseres Verhältnis zu ihnen auf. Sie kann Valerie wieder an die Schule zurückholen.

### Staffel 4
Nach ihrem chaotischen letzten Jahr und dem Drama mit Matty, will sich Jenna nun auf ihre Zukunft konzentrieren. Sie ist im letzten Jahr der High School und sucht ein geeignetes College. Doch dann findet sie heraus, dass Matty gar nicht mehr mit Bailey zusammen ist und den Sommer alleine verbracht hat und die beiden landen zusammen im Bett. Am Tag darauf ist Jenna unsicher wegen des Status ihrer Beziehung und die beiden einigen sich darauf, Friends with Benefits zu sein. Die Beziehung zwischen Tamara und Jake geht in die Brüche, als Jake erfährt, dass Tamara noch nie einen Orgasmus hatte und sie viel zu kontrollsüchtig wird. Um ihm weiterhin nahe zu sein, erfindet Tamara eine fiktive Persönlichkeit namens Autumn und chattet so mit Jake. Matty findet heraus, dass er adoptiert wurde und offenbart Jenna diese Neuigkeit. Doch anstatt darüber zu reden, will Matty nur Sex, womit Jenna nicht klarkommt. Daraufhin ersetzt Matty Jenna durch die Neue an der Schule, Eva.
Als Jenna und Tamara ein mögliches College besuchen, lernt Jenna den Studenten Luke kennen und lieben. Jake findet heraus, dass Tamara ihn mit dem Chatprofil nur reingelegt hat und ist stinksauer. Matty enthüllt vor der ganzen Schule, dass er adoptiert ist. Als er Jenna und Luke zusammen sieht, ist er eifersüchtig. Um sich selbst zu beweisen, dass sie über Matty hinweg ist, will sie ihn mit Eva verkuppeln. Zwischen Sadie und Eva kommt es zum regelrechten Zickenkrieg, nachdem Eva sie mit einem Photo von ihr und Matty erpresst. Eva versucht bei jeder Gelegenheit, Jenna bei Matty schlechtzumachen und die Freundschaft zwischen beiden endgültig zu zerstören. Der Krieg hat seinen Höhepunkt, als die gesamte Abschlussklasse in den Skiurlaub fährt. Luke überrascht Jenna mit einem Besuch, macht aber mit ihr Schluss, als er merkt, wie sehr sie noch an Matty hängt. Dabei versucht Jenna Matty nur vor Eva zu warnen, da Sadie herausgefunden hat, dass sie nicht diejenige ist, die sie zu sein scheint, sondern eine zwanghafte Lügnerin, die alles versucht, um Matty von seinen Freunden fernzuhalten. Eva überrascht am Ende alle mit der Behauptung, schwanger zu sein. Als Sadie und Jenna einen Beweis fordern, offenbart sie ihnen ungeniert einen positiven Schwangerschaftstest.
Nachdem Luke sich von Jenna getrennt hat und Eva immer noch vorgibt, schwanger zu sein, will sich Jenna wieder auf ihre Zukunft konzentrieren. Tatsächlich findet Matty kurze Zeit später heraus, dass Eva gar nicht schwanger ist. Er erpresst sie, dass sie für immer aus seinem Leben verschwindet und entschuldigt sich bei Jenna. Die beiden wollen wieder Freunde sein, doch Jenna erhofft sich wie immer mehr davon. Auf einer Silvesterparty wollen sich die beiden um Mitternacht treffen, doch als jemand erzählt, Matty wäre mit einer älteren Frau abgehauen, knutscht Jenna mit Owen und erfährt später, dass sie ihn entjungfert hat. Als sie erfährt, dass Matty sich nur mit seiner Mutter versöhnt hat, hat sie ein schlechtes Gewissen. Dann kommt auch noch hinzu, dass sich Tamara auch für Owen interessiert, was zu einer vorübergehenden Krise zwischen den beiden führt. Währenddessen will Lissa ihren Vater dazu bringen, sich zu outen, damit sie mit ihrem Stiefbruder Tyler zusammen sein kann. Außerdem steht immer noch aus, ob Jenna beim College aufgenommen wurde oder nicht. Als ihre Mutter einen Platz bekommt, ist sie zunächst stinksauer, freut sich dann aber für sie.
Obwohl Jenna eifersüchtig ist, hilft sie Mattys neuer Freundin Gabby eine Überraschungsparty für Matty zu schmeißen. Am Ende entwickeln sich dabei wirklich Freundschaftsgefühle. Als Matty sie aber nach der Party besuchen kommt und die beiden sich küssen, hat Jenna Schuldgefühle gegenüber Gabby. Für den Spring Break fährt die ganze Gruppe in ein Beach House in Rosarito. Weil Gabby von dem Kuss erfahren hat, ist sie nicht mitgefahren. Matty will die Gelegenheit nutzen, um hier seinen leiblichen Vater ausfindig zu machen. Er bittet Jenna um Unterstützung, die ihm gerne hilft, doch dann taucht unerwartet Gabby auf. Jenna wird endlich am College aufgenommen und lernt am Strand einen Soldaten kennen, nachdem ihr Matty eine Abfuhr verpasst hat. Als Jake eine Absage vom Northwestern College bekommt, landet er mit Gabby im Bett. Zur gleichen Zeit wird sich Matty klar, dass er noch Gefühle für Jenna hat und macht sich auf die Suche nach ihr. Doch Jennas Mutter sagt ihm, dass er seine Chance hatte und sie gehen lassen soll. Traurig beobachtet Matty Jenna und den Soldaten am Strand. Jenna erfährt, dass ihre Mutter schwanger ist.

### Staffel 5
In ihren letzten Wochen vor dem Abschluss wollen die Freunde zusammen die letzte gemeinsame Zeit genießen. Während der Pranks der Ältesten an der Schule erfährt Jenna von Gabbys Fremdgehen, sagt zum Wohle Mattys jedoch nichts. Während seines Besuchs stellt Jenna fest, dass sie nicht mehr so in den Soldaten verliebt ist wie in den Ferien und sie gehen einvernehmlich getrennte Wege. Nachdem Gabby erfährt, dass Matty wegen seiner Gefühle zu Jenna mit ihr Schluss machen wollte, gibt sie ihm den Laufpass und erzählt ihm, dass sie mit Jake geschlafen hat. Matty wird wütend auf ihn und Jenna, da sie es ihm verheimlicht hat. Jake ist nun offiziell mit Gabby zusammen, was zu einem großen Streit zwischen ihm und Matty führt. Durch einige Äußerungen während einer Konfrontation mit Jake macht sich Matty bei all seinen Mitschülern unbeliebt und wird von diesen gemieden. Währenddessen ist Jenna beliebt, da die Schule aufgrund eines von ihr verursachten Unfall geschlossen wird.
Tamara hat sich aus einer Laune heraus mit dem Soldaten Adam verlobt. Sie sagt allerdings Jenna, dass sie ihren Verlobten zu kurz kenne, um ihn wirklich zu heiraten. Tamara meint sie wolle die Verlobung auflösen, plant jedoch immer weiter ihre Hochzeit. Da Jenna insgeheim nicht an das Bestehen der Liebe von Tamara und Adam glaubt sagt sie allen, dass Tamara ihren Verlobten nicht liebe und sich von ihm trennen wolle. Danach wird Tamara klar, dass sie ihn doch wirklich liebt. Während Tamara zu ihrem Ex-Verlobten fährt, um alles zu klären, denkt Jenna über etwas nach was Tamara gesagt hat. Jenna überlegt, ob sie selbst Beziehungen sabotiert. Außerdem weiß sie von Gabby, dass Matty sie liebt doch sie weiß nicht, ob sie dies ebenfalls tut. Während Tamara von ihrem Ex abgewiesen wird, wird Jenna klar, dass sie nie aufgehört hat Matty zu lieben und deswegen all ihre Beziehungen zu Bruch gingen. Auf dem Abschlussball finden Jenna und Matty wieder zusammen, obwohl beide auf verschiedene Colleges am anderen Ende des Landes gehen.
Nach dem ersten Jahr auf den Colleges sind alle wieder zurück. Matty und Jenna haben sich getrennt, da Matty auf das College zu Jenna wechseln wollte, wovon Jenna nicht begeistert ist. Außerdem sind Jake und Lissa wieder ein Paar. Jake arbeitet im Countryclub als Manager und Lissa hat das College abgebrochen, um Hausfrau zu werden und arbeitet fortan als Nanny bei Lacey und Kevin. Tamara und Sadie sind sich während des Colleges näher gekommen und wurden gute Freunde.
Im Sommer beginnt Jenna ein Praktikum, welches ihr von ihrem Ex-Freund Luke verschafft wurde. Die beiden kommen wieder zusammen und Jenna verfasst einen Artikel, in dem über ihre Trennung von Matty berichtet. Matty kommt jedoch schlecht in dem Artikel weg, da er ohne Jennas Wissen gekürzt wurde, woraufhin sie ihn aus dem Netz nimmt. Als das Camp, wo Jenna an Matty ihre Jungfräulichkeit verloren hat, geschlossen werden soll, fährt die ganze Clique zu einer Abschiedsfeier nochmal dorthin. Dort erfährt Matty, dass Jenna an die SCU wechseln will um bei Luke zu sein. Daraufhin trifft er sich mit ihr in der Abstellkammer und sagt ihr sie solle sich für sich selber entscheiden. Es ist jedoch nicht klar, ob Matty ihr einen Ring geschenkt hat, den er am Anfang in der Folge auf dem Camp erworben hat.

## Figuren
Jenna Hamilton
ist eine 15-Jährige die davon träumt, eines Tages beliebt zu werden. Zum Start des neuen Schuljahres verliert sie ihre Jungfräulichkeit an Matty, der diese Beziehung lieber geheim halten möchte. Sie erhält einen anonymen Brief in dem steht, dass sie sich verändern müsse, um mehr beachtet zu werden. Als Reaktion darauf schreibt sie, dass sie sterben wolle. Kurz darauf geschieht ihr ein Unfall in ihrem Bad, wobei alle denken, dass sie einen Suizidversuch unternommen hat. Fortan ist sie bekannt als „das Mädchen, das sich umbringen wollte“.
Matthew „Matty“ McKibben
ist am Anfang der ersten Staffel mit Jenna in einer Beziehung, welche er geheim halten möchte. Am Ende der 2. Staffel beginnt er mit ihr eine Beziehung. Als Sportler ist er sehr beliebt bei anderen Mädchen, so auch bei Sadie.
Jakob „Jake“ Rosati
ist Schülersprecher. Er ist in einer festen Beziehung mit Lissa. Jedoch kommt es nach einem Nachsitzen zu einem Kuss mit Jenna, was er auch seinem besten Freund Matty erzählt. Im Verlauf der Geschichte verliebt er sich in Jenna und beginnt, ihr den Hof zu machen. Im Laufe der ersten Staffel trennt er sich nach einem heftigen Streit – auf Grund des Kusses mit Jenna – von Lissa. Zum Abschlussball möchte er mit Jenna gehen, was sie zunächst ablehnt, sich aber dann doch anders entscheidet. Auch wenn sie in der Ballnacht nichts übereilen wollen, scheinen sie trotzdem ein Paar zu sein.
Tamara Kaplan
ist Jennas beste Freundin. Sie wäre gerne beliebt und versucht vieles, um andere zu beeindrucken und ihren sozialen Status zu erhöhen – allerdings mit mäßigem Erfolg. Nach der Hausparty bei Jenna behauptet sie, dass sie den Brief geschrieben habe. Dies sagt sie allerdings nur aus Rache dafür, dass Jenna Tamaras Schwarm auf ihrer Party geküsst hatte. Später versöhnen sich die beiden wieder.
Sadie Saxton
ist Jennas Erzfeindin. Jenna erfährt aus ihrem Ernährungstagebuch, dass Sadie sich trotz ihrer Beliebtheit und Macht für ihr Übergewicht schämt. Sadie erscheint anfangs als bösartige und intrigante Person, im Laufe der Serie scheint aber immer mehr durch, dass ein guter Kern in ihr steckt und sie ihre sensible Seite durch ihre Gemeinheit zu verbergen sucht.
Ming Huang
ist Chinesin und eine weitere gute Freundin Jennas. Sie hat sehr strenge Eltern, die sie kaum an außerschulischen Aktivitäten teilnehmen lassen. Sie ist kurzzeitig sauer auf Jenna, da sie Tamara zuerst von ihrem Verhältnis mit Matty unterrichtet hatte, unterstützt sie aber weiterhin.
Lacey Hamilton
ist Jennas Mutter. Bei Jennas Geburt war sie noch ein Teenager. Sie gab ihren Traum aufs College zu gehen auf und leistete sich stattdessen Brustimplantate. Ihr größter Wunsch ist, dass Jenna in ihrer Schule beliebter wird. Am Ende der ersten Staffel findet Jenna heraus, dass sie den Brief geschrieben hat.
Lissa Miller
ist die beste Freundin von Sadie Saxton und in einer festen Beziehung mit Jake Rosati. Sie lässt sich oft von Sadie unterbuttern. Am Ende der ersten Staffel trennt sich Jake Rosati von ihr, und sie bietet Sadie Saxton die Stirn.

## Besetzung und Synchronisation
Die deutsche Synchronisation entstand nach einem Dialogbuch von Änne Troester und unter der Dialogregie von Gundi Eberhard durch die Synchronfirma SDI Media Germany GmbH in Berlin.

### Hauptdarsteller
| Rollenname     | Schauspieler/in   | Hauptrolle            | Nebenrolle | Synchronsprecher/in |
| -------------- | ----------------- | --------------------- | ---------- | ------------------- |
| Jenna Hamilton | Ashley Rickards   | 1.01–5.24             |            | Josephine Schmidt   |
| Matty McKibben | Beau Mirchoff     | 1.01–5.24             |            | Carsten Otto        |
| Lacey Hamilton | Nikki DeLoach     | 1.01–5.24             |            | Nana Spier          |
| Tamara Kaplan  | Jillian Rose Reed | 1.01–5.24             |            | Julia Meynen        |
| Jake Rosati    | Brett Davern      | 1.01–5.24             |            | Konrad Bösherz      |
| Sadie Saxton   | Molly Tarlov      | 1.01–5.24             |            | Julia Ziffer        |
| Valerie Marks  | Desi Lydic        | 1.01–5.12, 5.20, 5.24 |            | Antje von der Ahe   |
| Lissa Miller   | Greer Grammer     | 3.01–5.24             | 1.01–2.12  | Julia Stoepel       |
| Ming Huang     | Jessica Lu        | 3.01–3.20             | 1.01–2.12  | Jodie Blank         |

### Nebendarsteller
| Rollenname      | Schauspieler/in      | Staffel                    | Synchronsprecher/in |
| --------------- | -------------------- | -------------------------- | ------------------- |
| Kevin Hamilton  | Mike Faiola          | 1.01–5.24                  | Sven Gerhardt       |
| Karli           | Janelle Velasquez    | 1.01–1.11                  | Lydia Morgenstern   |
| Michelle        | Shanica Knowles      | 1.01–1.04                  | Kaya Marie Möller   |
| Kyle            | Wesam Keesh          | 1.05–5.17                  | David Turba         |
| Ricky Schwartz  | Matthew Fahey        | 1.07–2.12                  | Jesco Wirthgen      |
| James McKibben  | Zachary Abel         | 1.07–1.12                  |                     |
| Ally Saxton     | Barret Swatek        | 1.08–5.24                  | Katrin Zimmermann   |
| Clark Stevenson | Joey Haro            | 2.01–3.12                  | Julius Jellinek     |
| Fred Wu         | Kelly Sry            | 2.05–4.01                  | Sebastian Fitzner   |
| Becca           | Jessika Van          | 2.03–3.09                  | Rubina Kuraoka      |
| Collin Jennings | Nolan Gerard Funk    | 3.01–3.20                  | Patrick Roche       |
| Mr. Hart        | Anthony Michael Hall | 3.01–3.20                  | Johannes Berenz     |
| Austin Welch    | Shane Harper         | 3.06–4.07                  | Roman Wolko         |
| Bailey Parker   | McKaley Miller       | 3.18–3.20                  | Yvonne Greitzke     |
| Eva             | Elizabeth Whitson    | 4.01–4.12                  | Julia Kaufmann      |
| Theo            | Evan Crooks          | 4.01–5.10                  | Maximilian Artajo   |
| Cole            | Monty Geer           | 4.01–5.10                  | Patrick Keller      |
| Luke            | Evan Williams        | 4.05–4.12, 5.06, 5.13–5.22 | Tobias Nath         |
| Gabby Richards  | Erinn Westbrook      | 4.14–5.06                  |                     |
| Ethan           | Jonathan Bennett     | 5.13–5.21                  | Henning Nöhren      |

## Ausstrahlung

### Staffelübersicht
| Staffel | Episodenanzahl | Erstausstrahlung USA | Erstausstrahlung USA | Deutschsprachige Erstausstrahlung | Deutschsprachige Erstausstrahlung |
| Staffel | Episodenanzahl | Staffelpremiere      | Staffelfinale        | Staffelpremiere                   | Staffelfinale                     |
| ------- | -------------- | -------------------- | -------------------- | --------------------------------- | --------------------------------- |
| 1       | 12             | 19. Juli 2011        | 27. September 2011   | 12. November 2011                 | 14. Januar 2012                   |
| 2       | 12             | 28. Juni 2012        | 20. September 2012   | 23. Januar 2013                   | 6. Februar 2013                   |
| 3       | 20             | 16. April 2013       | 17. Dezember 2013    | 15. September 2013                | 16. März 2014                     |
| 4       | 21             | 15. April 2014       | 25. November 2014    | 4. Mai 2014                       | 30. November 2014                 |
| 5       | 24             | 31. August 2015      | 31. Mai 2016         | 1. September 2015                 | 1. Juni 2016                      |

### Vereinigte Staaten
Die Pilotfolge der Serie wurde am 19. Juli 2011 auf MTV ausgestrahlt. Die erste Staffel umfasste 12 Episoden und wurde bis zum 27. September 2011 gesendet. Einige Tage nach Bekanntgabe des Endes von The Hard Times of RJ Berger, wurde eine zweite Staffel bestellt. Die Ausstrahlung der zweiten Staffel erfolgte vom 28. Juni bis zum 20. September 2012. Bereits Ende Juli 2012 wurde die Produktion einer 20 Episoden umfassende dritten Staffel bekannt gegeben. Der erste Teil der dritten Staffel, bestehend aus den ersten zehn Episoden, wurde vom 16. April bis zum 11. Juni 2013 ausgestrahlt. Die Ausstrahlung der zweiten Staffelhälfte erfolgte zwischen dem 22. Oktober und dem 17. Dezember 2013. Am 5. August 2013 gab MTV die Verlängerung um eine vierte Staffel bekannt.
Mitte November 2013 stockte MTV die Episodenbestellung dieser Staffel von zehn auf 20 Episoden auf. Die Ausstrahlung der vierten Staffel begann am 15. April 2014 mit einer Doppelfolge. Anfang Oktober 2014 wurde die Verlängerung um eine fünfte und letzte Staffel bekannt gegeben. Die Ausstrahlung der finalen Staffel erfolgt seit dem 31. August 2015.

### Deutschland
Der deutsche MTV-Ableger begann am 4. September 2011 mit der Erstausstrahlung der ersten Staffel – in Originalsprache mit deutschen Untertiteln. Die zweite Staffel zeigte er ab dem 2. September 2012 und die dritte Staffel seit dem 15. September 2013, jeweils in der Originalfassung. Eine synchronisierte Version der ersten Staffel wurde ab dem 12. November 2011 auf VIVA ausgestrahlt, die zweite Staffel folgte vom 23. Januar bis zum 6. Februar 2013 ebenfalls bei VIVA. Seit dem 1. Oktober 2014 wird die Serie auf nicknight, dem neuen Abendprogramm von Nickelodeon, ausgestrahlt; dort erfolgte auch die deutschsprachige Erstausstrahlung der 3. Staffel ab 3. November 2014. Die vierte Staffel wurde ab dem 4. Mai 2014 auf MTV mit deutschen Untertiteln ausgestrahlt, die deutschsprachige Erstausstrahlung erfolgte auf nicknight ab dem 9. Februar 2015.

## DVD-Veröffentlichung
Die erste Staffel erschien in den USA am 14. November 2011 und ist seit dem 4. Oktober 2012 in Deutschland erhältlich. Die zweite Staffel erschien in den USA am 16. Oktober 2012. Die dritte Staffel wurde in zwei Teilen veröffentlicht, der erste am 3. August 2013 und der zweite am 3. Juni 2014. Staffel 4 wurde in den USA am 30. Juli 2015 auf DVD veröffentlicht und Staffel 5 am 15. November 2016 auf Blu-ray Disc.